# Cirsium acaule
Cirsium acaule là một loài thực vật có hoa trong họ Cúc. Loài này được (L.) A.A.Weber ex Wigg. mô tả khoa học đầu tiên năm 1780.